# Bedriegertjes

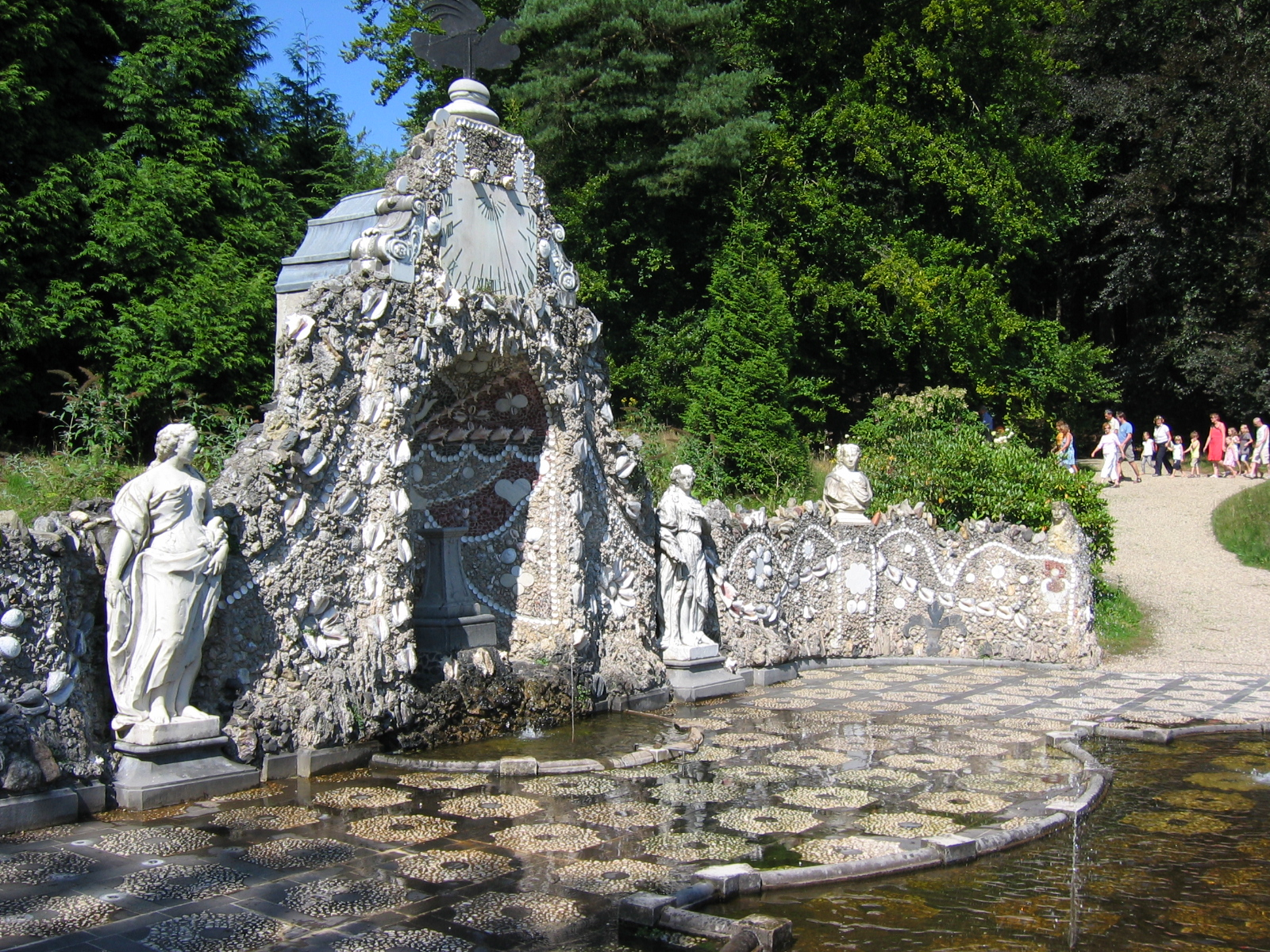
De Bedriegertjes

De Bedriegertjes is de naam van een fonteinvloer als onderdeel van een schelpengalerij in het landschapspark van Kasteel Rosendael in de Gelderse gemeente Rozendaal, aangelegd rond 1732 onder architectuur van Daniel Marot.
De vele fonteintjes worden de Bedriegertjes genoemd omdat zij onopvallend in de mozaïekvloer zijn verwerkt en op willekeurige momenten beginnen te spuiten. 
Tot ver in de 20e eeuw waren de Bedriegertjes een populaire bestemming voor schoolreisjes op de lagere school.
De Bedriegertjes zijn sinds 2011 ingeschreven als een zelfstandig rijksmonument.
Ook elders treft men dergelijke fonteintjes aan, die dan ook wel bedriegertjes worden genoemd. Men ziet ze in stadspleinen en ze zijn op warme dagen populair bij de kinderen.